# چیچک‌داغی
چیچک‌داغی (به ترکی استانبولی: Çiçekdağı) شهری است در کشور ترکیه که در استان قرشهر واقع شده‌است. جمعیت این شهر بر اساس سرشماری سال ۲۰۰۸ میلادی ۶٬۸۵۶ نفر و بر اساس برآوردهای سال ۲۰۰۹ میلادی ۷٬۱۰۸ نفر می‌باشد.